# Jörg Swoboda
Jörg Swoboda (* 5. Januar 1947 in Berlin) ist ein deutscher Baptistenpastor, emeritierter Theologiedozent, christlicher Liedermacher und Evangelist.

## Leben
Jörg Swoboda absolvierte von 1967 bis 1971 eine theologische Ausbildung am ehemaligen Evangelisch-Freikirchlichen Theologischen Seminar in Buckow (Märkische Schweiz). Es folgte ein Vikariat in Lichtenstein. Von 1973 bis 1981 war er Jugendpastor des Evangelisch-Freikirchlichen Gemeindebundes in der DDR und unterrichtete danach als Dozent für Evangelistik, Griechisch und Kirchengeschichte am Buckower Seminar. Von 1989 bis zu dessen Schließung 1991 war er auch dessen Direktor. Als nach der Wiedervereinigung die Theologischen Seminare in Hamburg zusammengelegt wurden, begann er seinen Dienst als Bundesevangelist im gesamtdeutschen Bund, den er bis zu seinem Ruhestand 2012 innehatte. Nach der Deutschen Wiedervereinigung war er von 1990 bis 1993 in Buckow (Märkische Schweiz) eine Wahlperiode lang als Stadtverordnetenvorsteher auch kommunalpolitisch aktiv, da er als politisch unbelastet und vertrauenswürdig galt und ist dort bis heute ehrenamtlich als Schiedsmann und Friedensrichter tätig.
Nach der Vereinigung der beiden deutschen Evangelisch-Freikirchlichen Bünde war er zunächst im übergemeindlichen Dienst seiner Freikirche tätig. Heute wirkt Swoboda als Evangelist und arbeitet nebenher als Liedermacher und Gastdozent an theologischen Ausbildungsstätten des In- und Auslandes. Bekannt wurde er auch durch seine evangelistische Zusammenarbeit mit dem evangelisch-lutherischen Pfarrer und Evangelisten Theo Lehmann. Swoboda war sechs Jahre lang Mitglied des Hauptvorstandes der Deutschen Evangelischen Allianz, gehörte bis 2011 zum Vorstand des evangelikalen Vereins ProChrist und war von Dezember 2012 bis Dezember 2019 Vorsitzender der Deutschen Evangelistenkonferenz.

## Liedermacher
Seine Lieder, deren Texte oft in Zusammenarbeit mit Theo Lehmann entstanden sind, haben überkonfessionell weite Verbreitung gefunden, zum Beispiel in den Liederbüchern der Feiert Jesus-Reihe. Auch in Feiern & Loben, dem neuen Gesangbuch der Evangelisch-Freikirchlichen Gemeinden, finden sich mehrere Lieder von ihm. Stilistisch bewegen sich seine Werke zwischen Ballade, Country, Dixieland, Blues und Volkslied.

## Privates
Jörg Swoboda ist verheiratet mit Inge, einer Familientherapeutin. Das Paar hat vier Kinder und wohnt in Buckow (Märkische Schweiz).

## Veröffentlichungen

### Werke
- Eins ist klar, und das steht fest, Oncken 1989, ISBN 978-3789333798
- Starke Wurzeln, gute Früchte. Liederheft von Jörg Swoboda und Theo Lehmann, Oncken 1989, ISBN 978-3789375910
- Die Revolution der Kerzen, (Eine Wendedokumentation in Zeitzeugenberichten) Oncken 1990, ISBN 0-86554-481-6
- Nimm das leise Wort auf, St. Johannis 1992, ISBN 978-3501050187
- Mit dem Herzen durch die Wand, Oncken 1993, ISBN 978-3789334658
- Wer Gottes Liebe hat, ist Millionär, Oncken 1995, ISBN 978-3789335204
- mit Rainer Dick: Bei Rot über die Kreuzung. Theo Lehmann auf der Spur, Aussaat 1995, ISBN 978-3761534953
- Die Bibel auf dem Klo? Fragen. Lebenszeichen. Antworten, Aussaat 1996, ISBN 978-3761535370
- The revolution of the candles, Mercer Press 1996, ISBN 978-0865544819
- Kreuz ist Trumpf, Oncken 1998, ISBN 978-3789380181
- mit Theo Lehmann: Schritte in Gottes Spuren, (Bildtextband) Kawohl 2002, ISBN 978-3880877375
- Zum Staunen: ProChrist mit Folgen, Hänssler 2003, ISBN 978-3775140508
- Besser aufgeweckt als eingeweckt, Aussaat 2008, ISBN 978-3761556870
- ... ließen sich taufen. Freikirchliche Orientierung für den Weg der Gemeinde (Herausgeber), Buckow 2013, ISBN 978-3-9816042-1-4
- Mütter von Männern: 25 Söhne erinnern sich, Aussaat 2013, ISBN 978-3761560938
- mit Theo Lehmann: Flügel der Freude statt Kraftlos-Blues, Concepcion Seidel, Muldenhammer 2021, ISBN 978-3-86716-224-1.

### Diskografie
- Zwischen Tür und Angel 1988 (als MC bei Oncken-Verlag/ERF-Verlag; als LP bei Diakonisches Werk/Evangelisationsdienst Heise-Soldan 1989)
- Auf Erden ist der Himmel los, Brockhaus Zürich 1992
- Stille im Sturm, Kawohl Verlag 1996
- Aufgeschlossen, Felsenfest 2000
- Flensburg, Jörg Breddermann 2003
- mit Sir Gusche Band: Straßen des Himmels, Metropol Records 2005
- Kraft und Klarheit, S.D.G. 2006 (17 Mitsingelider mit pdf-Notendateien)
- Mutter, Vater, Kind, Felsenfest/Brockhaus 2003 (Mini-CD)
- Dein Horoskop ist Hokuspokus, S.D.G. 2006 (Mini-CD)
- Wir sind die Kneipp-Kita-Kinder, Eigenverlag 2007 (Mini-CD)
- Von Mann, Frau und Kind, S.D.G.-Verlag & Ostwind-Musik 2016

Darüber hinaus Beiträge auf verschiedenen LPs und CDs

### Bekannte Lieder (Auswahl)
- Macht Platz! Räumt auf!
- Hüll mich ganz in deine Ruhe ein
- Herzen, die kalt sind wie Hartgeld
- Dass dein Wort (in meinem Herzen starke Wurzeln schlägt)
- Du hast mir so oft neuen Mut gegeben (Ich danke dir, mein Gott)
- Flieg auf den Flügeln der Freude
- Geh meiner Seele auf den Grund
- Jesus, ich nehm dich jetzt beim Wort
- Kreuzvogel
- Wenn das Gewissen uns verklagt
- Wer Gott folgt, riskiert seine Träume (Vertraut auf den Herrn für immer)
- Flensburg, Flensburg, du bist mein Schicksalsort
- Herr, am Ende dieses Tages
- Wir sind die Kneipp-Kita-Kinder vom Abendrothsee
- Tina
- Wir könnten es schaffen, Kristin
- Heut wurde Tag wie am ersten Morgen